# Ōita
La ciudad de Ōita (大分市 Ōita-shi?) es la capital de la prefectura homónima en Japón.

## Geografía
Oita (大分市 Ōita-shi?) es la ciudad capital de la prefectura de Ōita, en la isla de Kyushu, Japón. El área total después de fusionarse con Notsuharu (野津原町 Notsuharu-machi?) y Saganoseki (佐賀関町 Saganoseki-machi?) el 1 de enero de 2005, es de 501,28 km² y una población de 470 403 habitantes (2009).
Se encuentra al suroeste del mar Interior. En la ciudad se encuentran varias atracciones como pueblos pesqueros, la montaña Takasaki-yama habitada por monos y diversos onsen.

## Clima
| Parámetros climáticos promedio de Ōita | Parámetros climáticos promedio de Ōita | Parámetros climáticos promedio de Ōita | Parámetros climáticos promedio de Ōita | Parámetros climáticos promedio de Ōita | Parámetros climáticos promedio de Ōita | Parámetros climáticos promedio de Ōita | Parámetros climáticos promedio de Ōita | Parámetros climáticos promedio de Ōita | Parámetros climáticos promedio de Ōita | Parámetros climáticos promedio de Ōita | Parámetros climáticos promedio de Ōita | Parámetros climáticos promedio de Ōita | Parámetros climáticos promedio de Ōita |
| Mes                                    | Ene.                                   | Feb.                                   | Mar.                                   | Abr.                                   | May.                                   | Jun.                                   | Jul.                                   | Ago.                                   | Sep.                                   | Oct.                                   | Nov.                                   | Dic.                                   | Anual                                  |
| -------------------------------------- | -------------------------------------- | -------------------------------------- | -------------------------------------- | -------------------------------------- | -------------------------------------- | -------------------------------------- | -------------------------------------- | -------------------------------------- | -------------------------------------- | -------------------------------------- | -------------------------------------- | -------------------------------------- | -------------------------------------- |
| Temp. máx. media (°C)                  | 10.0                                   | 10.3                                   | 13.5                                   | 18.8                                   | 22.9                                   | 25.8                                   | 30.2                                   | 31.3                                   | 27.4                                   | 22.4                                   | 17.5                                   | 12.6                                   | 20.2                                   |
| Temp. media (°C)                       | 5.5                                    | 5.9                                    | 8.8                                    | 14.0                                   | 18.2                                   | 21.8                                   | 26.1                                   | 26.8                                   | 23.2                                   | 17.8                                   | 12.7                                   | 7.7                                    | 15.7                                   |
| Temp. mín. media (°C)                  | 1.2                                    | 1.7                                    | 4.1                                    | 9.3                                    | 13.6                                   | 18.1                                   | 22.6                                   | 23.0                                   | 19.5                                   | 13.4                                   | 8.1                                    | 3.1                                    | 11.5                                   |
| Precipitación total (mm)               | 44.9                                   | 66.9                                   | 98.0                                   | 132.3                                  | 157.8                                  | 266.6                                  | 240.3                                  | 174.8                                  | 227.1                                  | 135.2                                  | 61.4                                   | 32.3                                   | 1637.6                                 |
| Nevadas (cm)                           | 1                                      | 1                                      | 0                                      | 0                                      | 0                                      | 0                                      | 0                                      | 0                                      | 0                                      | 0                                      | 0                                      | 0                                      | 2                                      |
| Horas de sol                           | 144.8                                  | 137.2                                  | 169.3                                  | 169.2                                  | 179.7                                  | 138.3                                  | 181.4                                  | 199.9                                  | 147.5                                  | 159.3                                  | 142.0                                  | 145.1                                  | 1913.7                                 |
| Humedad relativa (%)                   | 65                                     | 66                                     | 68                                     | 71                                     | 74                                     | 79                                     | 80                                     | 78                                     | 78                                     | 74                                     | 71                                     | 67                                     | 72.6                                   |
| Fuente: NOAA (1961-1990)               |                                        |                                        |                                        |                                        |                                        |                                        |                                        |                                        |                                        |                                        |                                        |                                        |                                        |

## Educación
La ciudad de Oita administra todas las escuelas elementales (小学校?) y de educación secundarias (中学校?), mientras que la prefectura de Oita administra las de educación media superior (高校?).
Universidades Nacionales
- Universidad de Oita (大分大学?)

Universidades Prefecturales
- Universidad de Oita de Enfermería y Ciencias de la Salud (大分県立看護科学大学?)

Universidades Privadas
- Nippon Bunri Daigaku (日本文理大学?)
- Universidad de Beppu - Campus Oita (別府大学大分キャンパス?)

## Ciudades hermanadas
- Aveiro, Portugal.
- Wuhan, República Popular de China.
- Austin, Texas, Estados Unidos de América.
- San Cristóbal, Venezuela.
- Cantón, República Popular de China.